# Calymmochilus
Calymmochilus (лат.) — род мелких паразитических наездников—эвпельмид (Eupelmidae). Паразиты членистоногих.

## Распространение
Австралия, Евразия.

## Описание
Длина 2-5 мм. Тело в основном коричневое или чёрное, с зеленовато-голубоватым металлическим отблеском.
Паразитируют на насекомых, пауках, ложноскорпионах (Pseudoscorpionida). Клипеус снизу выступающий в виде треугольной лопасти, с пильчатым краем. Скутум длинный и узкий, скутеллюм продольно вогнутый. Род был впервые выделен в 1919 году по типовому виду Calymmoehilus atratus Masi, 1919 (= Eupelmus subnubilus Walker, 1872:81) из Италии (Masi, 1919).
Вид Calymmochilus dispar паразитирует на яйцевых коконах пауков вида Zodarion styliferum (Simon) из семейства пауков-муравьедов (Zodariidae, Araneae).
- Calymmochilus atratus Masi, 1919 — Европа
- Calymmochilus bini Fusu, 2018 — Италия[3]
- Calymmochilus delphinus Askew, 2004 — Испания
- Calymmochilus dispar Boucek & Andriescu, 1967 — Европа
- Calymmochilus longbottomi Gibson, 1998 — Австралия
- Calymmochilus longifasciatipennis (Girault, 1923) — Австралия
- Calymmochilus marksae Boucek, 1988 — Австралия
- Calymmochilus nilamburicus Narendran, 1996 — Индия
- Calymmochilus planus (Boucek, 1988) — Австралия
- Calymmochilus russoi Gibson, 1995 — Италия
- Calymmochilus scaposus (Boucek, 1988) — Австралия
- Calymmochilus subnubilus (Walker, 1872) — Европа
  - = Eupelmus subnubilus Walker, 1872
  - = Calymmoehilus atratus Masi, 1919